# جاشومون
جاشومون (به ژاپنی: 邪宗門 じゃしゅうもん)، دین یا فرقه‌ای که باورها و فعالیت‌های تبلیغی آن توسط شوگون‌سالاری توکوگاوا و قلمروهای مختلف فئودالی در اوایل دوره مدرن ممنوع شده بود.
به عبارت دیگر، این کلمه یا اصطلاحی است که معنایی شبیه به فرقه ظاله یا دین شیطانی یا فرقه بدعت‌گذار در اصطلاح امروزی دارد و نوعی اصطلاح سیاسی بود که توسط رژیم تویوتومی و شوگون‌سالاری ادو برای اشاره به ادیان و فرقه‌های خاص به کار می‌رفت. «فرقه‌های ضاله» صرفاً یک اصطلاح سیاسی است که توسط صاحبان قدرت در آن زمان برای برچسب زدن به تمام ادیانی که آنها را خصمانه یا نامناسب می‌دانستند، به کار می‌رفت و نمی‌توان آن را یک اصطلاح مذهبی یا دانشگاهی دانست. تویوتومی هیده‌یوشی و توکوگاوا ایه‌یاسو مسیحیت را چنین نامیدند، و فرقه فوجوفوشو از فرقه نیچیرن، که پیوسته از اطاعت از دستورهای تویوتومی و توکوگاوا سر باز می‌زد، «جاشومون» نامیده شد. علاوه بر این، ادیان خصوصی و ادیان جدیدی که از طریق اصلاح‌های مذهبی و سایر اقدام‌ها، مورد قبول شومون آراتامه (سیاست مذهبی و سیاست کنترل عمومی) نبودند، توسط شوگون‌سالاری ادو به عنوان «فرقه‌های ظاله» طبقه‌بندی شدند.
در دوران جنگ‌های داخلی، مردم به امید کسب منافع دنیوی و شرکت در مراسم تشریفاتی، به ویژه مراسم تشییع جنازه، شروع به گرویدن به آیین بودا کردند. در اواسط قرن شانزدهم، فرانسیس خاویر کاتولیک را به ژاپن معرفی کرد این آیین مردم ژاپن آن زمان پذیرفته شد و منجر به ظهور دایمیوهای مسیحی شد. وقتی اودا نوبوناگا به قدرت رسید، مسیحیان زیادی در منطقه کیوشو وجود داشتند اما تعدادشان در منطقه کینکی کم بود. در حوزه نفوذ نوبوناگا، مسیحیان مضر تلقی نمی‌شدند و او از مسیحیت محافظت می‌کرد. تویوتومی هیده‌یوشی، که در میان ملازمان نوبوناگا به شهرت رسید و پس از مرگ نوبوناگا قدرت را به دست گرفت، در سال ۱۵۸۹ فرمان اخراج مبلغان مسیحی از ژاپن را صادر کرد و پس از آن اعلام کرد که «تنها فرقه‌هایی که برتری امپراتور (که گفته می‌شود از نوادگان الهه خورشید آماتراسو اومیکامی است) و کانپاکو و شوگون (شوگون‌سالاری) را که توسط امپراتور ژاپن منصوب شده و مشروعیت سیاسی به آنها داده شده است، به رسمیت می‌شناسند، دارمای واقعی (دین صحیح) در ژاپن هستند و فرقه‌هایی که این را به رسمیت نمی‌شناسند، فرقه‌هایی هستند که «دارمای شیطانی» را اجرا می‌کنند که به دنبال تضعیف نظم ملی مشروع ژاپن است»، به عبارت دیگر، «فرقه‌های بدعت‌گذار». شوگون‌سالاری ادو این سیاست را ادامه داد و این ایده را در عموم مردم القا کرد که مسیحیت یک فرقه بدعت‌گذار است، بسیاری از مسیحیان را آزار و اذیت کرد و حتی منجر به شورش‌هایی توسط مسیحیان، مانند شورش شیمابارا، شد.
بلافاصله پس از اصلاحات میجی، در سال ۱۸۶۸، اولین سال میجی، دولت تازه تأسیس میجی پنج فرمان یا اطلاعیه رسمی ( گوبو نو کیجی ) صادر کرد که بر روی پلاکاردهای چوبی در سراسر ژاپن به نمایش گذاشته شدند. فرمان سوم، ممنوعیت شدید کیریشیتان جاشومون ("دین مسیحی بدعت‌گذار [یا شیطانی") را اعمال می‌کرد. با این حال، به دلیل خشم رهبران کشورهای غربی، دولت میجی مجبور شد این اطلاعیه را با ذکر "مسیحیت" و "فرقه‌های شیطانی" به عنوان دو نهاد جداگانه، دوباره صادر کند.
وقتی ممنوعیت مسیحیت در سال ۱۸۷۳ لغو شد، برخی از عموم مردم که نزدیک به ۳۰۰ سال به این باور رسیده بودند که «مسیحیت = فرقه بدعت‌گذار»، در مورد لغو ممنوعیت احساس اضطراب و ترس کردند. این تبعیض و تحقیر حتی پس از لغو ممنوعیت مسیحیت ادامه یافت و منجر به اعمال اشکال مختلف ظلم و ستم بر مسیحیان ژاپنی از سوی دولت و مردم شد.